# Brusciano
Brusciano je mesto v italijanski deželi Kampaniji. Upravno spada pod metropolitansko mesto Neapelj.
Samo mesto se nahaja na pobočju Vezuva, ki je leta 79 ob izbruhu popolnoma uničil mesto.